# Верхние Сунары
Ве́рхние Суна́ры (чув. Тури Сăнар) — деревня в Ядринском районе Чувашской Республики. Входит в состав Советского сельского поселения.

## География
Находится в западной части Чувашии, на расстоянии приблизительно 23 км на восток-юго-восток по прямой от районного центра города Ядрин на левобережье речки Ербаш.

## История
Известна с 1859 года, когда здесь (тогда околоток деревни Янасалы, ныне село Александровское) было учтено 17 дворов и 109 жителей. В 1897 году было учтено 163 жителя, в 1926 году — 237 жителей (51 двор), в 1939 году — 203 жителя, в 1979 году — 155. В 2002 году было 45 дворов, в 2010 году — 39 домохозяйств. В 1930 году был образован колхоз «Новая жизнь», в 2010 действовал СХПК «Шуматовский».

## Население
Постоянное население составляло 137 человек (чуваши 99 %) в 2002 году, 130 в 2010 году.